# Sodoma og Gomorra
Sodoma (hebraisk: סְדוֹם, oldgræsk: Σόδομα) og Gomorra (hebraisk: עֲמוֹרָה, græsk: Γόμορρα) var ifølge Første Mosebog to byer, som Gud tilintetgjorde for deres synders skyld. Byerne omtales også i Det nye testamente og i Koranen. Deres eksistens og beliggenhed er omstridt, men i dagens Israel hævdes det, at Sodoma og Gomorra lå langs den sydøstlige strandbred af Det døde hav.  Også blandt andet byhøjen Tell el-Hammam nordøst for Det døde hav er blevet gjort genstand for spekulationer.
Ifølge Toraen var Sodoma og Gomorra allierede med tre andre byer: Adma, Sebojim og Soar. Disse fem byer lå på sletten ved Jordanfloden i den sydlige del af Kanaan. Sletten, som tilsvarer egnen lige nord for Det døde hav, blev den gang sammenlignet med Edens have, et grønt område egnet for græssende dyr. Guds vrede regnede over Sodoma, Gomorra og to nabobyer i form af svovl og ild, og kun Zoar blev sparet. I de tre abrahamitiske religioner – kristendom, jødedom og islam – er Sodoma og Gomorra blevet et synonym for synd og forhærdelse, og deres tilintetgørelse et udtryk for guddommelig gengældelse.

## Sodomas ødelæggelse
Abraham havde slået sig ned i det lovede land med sin hustru Sara, da Herren viste sig for dem. Abraham så fra teltåbningen tre mænd nærme sig på den varmeste tid af dagen, og bad dem ind. Han serverede dem tykmælk og mælk og en nyslagtet kalv; og Herren lovede den aldrende Sara en søn, hvad der fik hende til at le. Abraham fulgte gæsterne på vej, da de brød op, og Herren tænkte: "Skulle jeg skjule for Abraham, hvad jeg har i sinde at gøre?" og fortalte ham derpå: "Der lyder et højt skrig fra Sodoma og Gomorra; deres synd er meget stor. Nu vil jeg gå ned og se, om deres handlinger virkelig svarer til det skrig, som har nået mig, eller om de ikke gør; det vil jeg vide." Abraham spurgte: "Vil du virkelig udrydde retfærdige sammen med uretfærdige? Måske er der halvtreds retfærdige i byen. Vil du så virkelig udrydde dem og ikke tilgive stedet på grund af de halvtreds retfærdige, som er i den? Du kan umuligt handle sådan og slå retfærdige ihjel sammen med uretfærdige, så retfærdige og uretfærdige får samme skæbne!" Herren svarede: "Hvis jeg i Sodoma finder halvtreds retfærdige i byen, vil jeg tilgive hele stedet for deres skyld." Abraham fortsatte at protestere, og fik tallet ned til ti, da Herren svarede ham: "For de tis skyld vil jeg lade være at ødelægge den."
De to engle kom til Sodoma om aftenen. Lot sad i byporten, og bad dem hjem til sig og serverede dem mad. Men straks de var gået til ro, blev huset omringet af alle byens mænd, som råbte til Lot: "Hvor er de mænd, der kom til dig i nat? Kom ud med dem til os! Vi vil ligge med dem!" De sidste sætninger har også været oversat: "Lad dem komme ud, så vi kan få vores vilje med dem!" Men i den hebraiske originaltekst benyttes verbet yādha, som betyder "at kende/lære at kende". 
Men Lot fristede i stedet mændene med sine to døtre: "Jeg har to døtre, som ikke har ligget med nogen mand. Dem vil jeg føre ud til jer, så I kan gøre med dem, hvad I har lyst til. Men disse to mænd må I ikke gøre noget; de er gæster under mit tag." Men mændene sagde: "Her kommer han som fremmed og vil bestemme! Nu skal vi gøre noget ved dig, som er værre end det, vi vil gøre ved dem!" Som gēr (indflytter) havde Lot måske forbrudt sig mod byens regler ved at invitere gæster ind, uden først at indhente tilladelse fra byens ældste. Nu ville Sodomas indbyggere have Lot til at bryde gæstevenskabets hellige lov ved at tvinge ham til at udlevere sine gæster. I stedet for tilbød han mængden sine døtre til afbenyttelse; han regnede sine egne børns ære for mindre værd end reglerne for gæstevenskab.
Mængden var nu ved at sprænge døren; men så trak englene Lot indenfor, lukkede døren og slog mængden med blindhed, så de intet kunne se. Englene sagde så til Lot, at han måtte forlade byen sammen med sin familie, "for vi skal ødelægge dette sted. Herren har hørt deres høje skrig, og nu har han sendt os for at ødelægge byen." Da det blev lyst, skyndede englene på Lot: "Tag nu din kone og dine to døtre, for at du ikke skal miste livet på grund af byens synd." De førte den tøvende Lot og hans kone og døtre ud af byen, og sagde: "Flygt for livet! Se dig ikke tilbage, og gør ikke holdt noget sted i Jordandalen. Bring dig i sikkerhed i bjergene, hvis du ikke vil miste livet!" Lot nøjedes dog med at søge tilflugt i Soar; og da solen stod op, ødelagde Herren byerne og hele Jordandalen.
Flere tolkninger af historien er mulige. Byerne blev ødelagt:
- som følge af alle typer synd
- eller som følge af brud på gæstevenskabets hellige lov
- eller fordi indbyggerne prøvede at voldtage gæsterne
- eller fordi indbyggerne ønskede (frivilligt) homoseksuelt samkvem med gæsterne [6]
- Der lyder et højt skrig fra Sodoma og Gomorra; deres synd er meget stor. 1. Mosebog. 18:20

## Lot og hans familie
Lots kone så sig tilbage, og blev til en saltstøtte. I Det nye testamente siger Jesus som en advarsel i Lukasevangeliet: "Husk på Lots hustru!" Den jødiske historiker Josefus påstod at have set saltstøtten af Lots hustru.  Også kirkefædrene Clemens af Rom og Irenaeus hævdede at have set den.  Moses skal ligeledes have set saltstøtten, da Gud viste ham Kanaans land før hans død. 
I 2. Petersbrev står der: "Byerne Sodoma og Gomorra dømte han til undergang og lagde dem i aske og gjorde dem dermed til et advarende eksempel for ugudelige mennesker i kommende slægter."
Næste morgen kom Abraham tilbage til det sted, hvor han havde stået foran Herren dagen forinden, og så ud over det ødelagte landskab. Lot søgte fra Soar op i bjerglandet og slog sig til i en hule sammen med sine to døtre, som begge efter tur drak ham fuld, så han fik gjort dem gravide. Den ældste fødte en søn, som hun kaldte Moab, moabitternes stamfar. Den yngste fødte også en søn, som hun kaldte Ben-Ammi, ammonitternes stamfar. Efter loven skulle en datter brændes på bål efter incest med sin far; men rabbinerne anførte, at Herren dømmer folk ud fra deres tanker og ikke deres handlinger. Pigernes hensigt udlægges sådan, at de ville redde verden fra at dø helt ud, idet de troede, at hele verden var lagt øde som efter syndfloden. Dertil nedstammede moabiterinden Ruth fra Lot og hans døtre gennem Moab; og dermed også kong David og Messias, gennem Ruths ægteskab med Boaz. 
Bibelen omtaler ikke Lots hustru ved navn, men rabbierne kaldte hende Idit og tænkte sig, at når hun blev ramt af Guds vrede som resten af byens befolkning, havde hun også gjort noget for at fortjene det. Angiveligt havde hun ikke ønsket englene velkommen; og da Lot bad hende om at bringe dem salt som et tegn på gæstevenskab, var hun modvillig, og gik for at låne hos sine naboer. Da de spurgte, hvorfor hun ikke selv havde nok salt, forklarede hun, at hun havde nok til eget brug, men ikke til de gæster, Lot tog med hjem. Sådan fik folk i Sodoma kendskab til, at Lot havde gæster; og derfor kom de senere til hans dør, mens hans kone som straf blev forvandlet til netop salt. - Man tænkte sig også, at Lot og Idit havde fire døtre; de to jomfruer og dertil to gifte døtre, der blev tilbage i den fortabte by sammen med sine mænd. I fortvivlelse vendte Lots hustru sig om efter dem, da byen blev tilintetgjort; og synet af shekhinah, Guds nærvær, forvandlede hende til en saltstøtte. 

## En parallel historie
I Dommerbogens kapitel 19 berettes om "benjaminitternes skændelsdåd" på den tid, da Arons sønnesøn levede. Historien er en besynderlig parallel til historien om Lot og hans gæster; men her er den raserede by ikke Sodoma eller Gomorra, men Gibea og benjaminitternes andre byer.
Her fortælles, at en levit havde taget en kvinde fra Betlehem til frille. Sammen med frillen og sin karl var han på rejse; og da de nåede Jebus - "jebusitternes by", vore dages Jerusalem – foreslog karlen, at de kunne overnatte der, men hans herre sagde: "Nej, vi vil ikke tage ind i en fremmed by, hvor der ikke bor israelitter. Vi overnatter i Gibea eller Rama." Ved solnedgang nåede de Gibea i Benjamin, men ingen tilbød dem husly, før en gammel mand på hjemvej tog dem med. Ligesom Lot i Sodoma var han selv indflytter i Gibea, hvor stedets befolkning var benjaminitter. – Senere på aftenen, da han hyggede sig med sine gæster, blev huset omringet af byens mænd, som hamrede på døren og råbte: "Kom ud med den mand, der er kommet til dit hus. Vi vil ligge med ham!" Igen anvendes verbet for "at kende/lære at kende".  Ligesom Lot tilbød den gamle sin datter til mængden: "Hun er jomfru. Hende vil jeg føre ud til jer, så I kan voldtage hende og gøre med hende, hvad I har lyst til. Men denne mand må I ikke gøre noget så nedrigt imod." I stedet tog gæsten sin frille og førte hende ud til mængden, "og de lå med hende og mishandlede hende hele natten." Først ved daggry slap de hende. Da kom kvinden og faldt sammen foran døren, og dér lå hun, til det var helt lyst. Om morgenen stod hendes herre op, og fandt sin frille liggende foran døren. Han sagde til hende: "Rejs dig op, så vi kan komme af sted!" Hun svarede ikke, så han løftede hende op på æslet og begav sig af sted. Efter hjemkomsten skar han hende i tolv stykker med en kniv - teksten siger ikke, om hun var død forinden - og sendte stykkerne ud til Israels stammer.
I kapitel 20 hører vi, at at han bagefter fortalte folk: "Mig havde de tænkt at dræbe, og de voldtog min medhustru, så hun døde. Så tog jeg min medhustru og skar hende i stykker og sendte stykkerne af hende ud i alle egne af Israels land, fordi de havde handlet så skamløst og nedrigt i Israel." Israelitterne samledes i vrede og gik til angreb på Benjamins stamme: "I hver eneste by huggede de mænd og dyr, alt, hvad de traf på, ned med sværd; og alle de byer, de kom til, stak de ild på." Det forklares ikke, om borgerkrigen og folkemordet på benjaminitterne skyldes, at en kvinde blev voldtaget og dræbt; eller at hendes mands stolthed blev krænket af homoseksuelle forslag; eller simpelthen, at han mistede en ejendel (frillen).  Benjamins stamme blev næsten udryddet; kendte medlemmer er Paulus og kong Saul. 